# Callippus din Siracuza
Callippus ( /kəˈlɪp.əs/ ; greacă Κάλλιππος Συρακούσιος    ) a fost un tiran al Siracuzei care a guvernat timp de treisprezece luni  , din 354 până în 352 î.Hr. A fost un nativ atenian, care a călătorit cu Dion în Sicilia pentru a captura Siracuza, unde Dion a devenit tiran. Callippus a câștigat apoi puterea asasinându-l pe Dion, dar a condus scurt timp înainte de a fi izgonit de la putere. După aceea, el a comandat o trupă de mercenari, care l-au omorât ulterior cu aceeași sabie pe care a folosit-o pentru a-l ucide pe Dion. 

## Locotenentul lui Dion
Callippus a fost un atenian care a devenit student la Platon .  În calitate de viitor tiran al Siracuzei, Dion, care era și el student al lui Platon, l-a recrutat pe Callippus ca membru al armatei sale care a invadat cu succes Siracuza. Armata a pornit în Siracuza cu 800 de mercenari și a preluat controlul orașului, dispunând de tiranul anterior, nepotul lui Dionisie, Dionisie al II-lea . 

## Asasinarea și ascensiunea la putere
În exil, Dionisie l-a mituit pe Callippus pentru a-l ucide pe Dion,  și Callippus a acceptat oferta. El a fost într-o poziție importantă pentru a-l asasina pe Dion, deoarece majoritatea apropiați prietenilor apropiați lui Dion au fost uciși de Dionisie cel Tânăr, iar Callipp a rămas cel mai apropiat. 
Callippus a folosit banii de la Dionisie pentru a mitui o parte din trupele lui Dion pentru a dezerta.  A câștigat apoi încrederea lui Dion trădând unii dintre soldați lui Dion, care apoi l-a pus pe Callippus agent secret pentru a descoperi complotori. În plus, ori de câte ori oamenii îi spuneau lui Dion că Callippus îl vorbea de rău, Dion pur și simplu credea că Callippus acționa ca un spion. 
La scurt timp, singurul fiu al lui Dion a căzut de la o fereastră și a murit.  Callippus a răspândit un zvon care spunea că Dion a invitat fiul lui Dionisie, Apolocrate să vină în Siracuza ca succesor al lui Dion. Soția lui Dion, Arete, și sora lui, Aristomache, au descoperit complotul lui Callipp împotriva lui Dion, dar Dion era încă întristat de moartea fiului său și a refuzat să ia măsuri. 
Arete și Aristomache au întrebat mai departe despre complotul împotriva lui Dion și, atunci când Callippus a descoperit indiscreția lor, s-a apropiat de ele și le-a spus că este loial și că își va dovedi loialitatea. Ei i-au spus să depună Marele Juramant, implicând o ceremonie în templul lui Persefone, ceea ce a și făcut. În urma ceremoniei, Callippus și-a rupt jurământul și l-a înjunghiat pe Dion până la moarte, după care Callippus a preluat controlul asupra Siracuzei. 

## Domnie
În urma asasinării lui Dion, Callippus a trimis un mesaj către Atena în care se lăuda de faptele sale,  dar, în ciuda laudelor sale, stăpânirea lui Callippus asupra Siracuzei a fost scurtă. Prietenii lui Dion au încercat o revoltă împotriva lui, dar nu au reușit.  Callippus i-a aruncat pe Arete și Aristomache în închisoare, unde Arete a născut fiul lui Dion. Dar datorită nepopularității sale în creștere, Callippus nu l-a ucis pe fiul lui Dion, în ciuda pericolului pe care îl prezenta. 

## Căderea
Există mai multe relatări despre modul în care Callippus a căzut de la putere în Siracuza. Potrivit lui Diodor Siculus,  Hipparinus, un fiu al lui Dionisie cel Bătrân, un anterior tiran al Siracuzei, a atacat Siracuza cu o flotă și o armată, după care Callippus a fugit din oraș. Potrivit lui Polyaenus,  Hipparinus stătea în Leontini când Callippus și-a trimis armata. Hipparinus a atacat în timp ce cea mai mare parte a armatei era plecată și a asigurat controlul orașului. 
Potrivit lui Plutarh,  Callippus pierde controlul asupra orașului în timp ce el este absent, într-o expediție pentru a cuceri Catana . În versiunea lui Plutarh, Hipparinus nu este menționat și, în schimb, Siracuza s-a revoltat împotriva lui Callippus. 

## Lider mercenar și moarte
Callippus a încercat apoi să cucerească Messina, dar armata sa a fost învinsă. Cu trupele rămase, a rătăcit Sicilia, dar găsindu-se incapabil să se susțină, a călătorit în Italia.  Acolo a cucerit Rhegium, care fusese controlat anterior de Dionisie cel Tânăr. Dar pentru că și-a maltratat mercenarii, tovarășii săi Leptines II și Polyperchon l-au înjunghiat până la moarte cu o sabie, posibil aceeași sabie cu care l-a ucis pe Dion. 

## Citări
1. 1 2 3  Smith, Dictionary of Greek and Roman Biography and Mythology, p. 574
2. 1 2 3 4 5 6  Plut. Dion. 28-58
3. ↑  Diod. Sic. xvi. 36
4. 1 2  Polyaenus v. 4